# Ségur (métro de Paris)
Pour les articles homonymes, voir Ségur (homonymie).
Ségur est une station de la ligne 10 du métro de Paris, située à la limite des 7e et 15e arrondissements de Paris.

## Situation
La station est implantée à la limite administrative entre le quartier de l'École-Militaire au nord et le quartier Necker au sud. Elle se trouve sous la section sud-est de l'avenue de Suffren, entre l'avenue de Ségur et la rue Pérignon. Orientée selon un axe nord-ouest/sud-est, elle s'intercale entre les stations La Motte-Picquet - Grenelle et Duroc (la première étant suivie d'un raccordement de service avec la ligne 8, qui s'embranche en talon sur la voie en direction de Boulogne - Pont de Saint-Cloud), tout en étant géographiquement très proche de la station aérienne Sèvres - Lecourbe sur la ligne 6.

## Histoire
La station est ouverte le 29 septembre 1937, soit deux mois après la mise en service du tronçon entre La Motte-Picquet - Grenelle et Duroc de la ligne 10, intervenue le 29 juillet précédent. Ce tronçon est inauguré à la suite du remaniement des lignes 8, 10 et de l'ancienne ligne 14 (devenue en 1976 une section de l'actuelle ligne 13), à la suite duquel la ligne 10 hérite de l'ancien tronçon occidental de la ligne 8 jusqu'à Porte d'Auteuil, redirigeant cette dernière ligne vers son terminus actuel de Balard. Jusqu'à l'achèvement de la station, les rames de métro la traversaient sans y marquer l'arrêt.
Elle doit sa dénomination à sa proximité avec l'avenue de Ségur, laquelle rend hommage au maréchal de France Philippe Henri de Ségur (1724-1801), dit marquis de Ségur.
La station porte comme sous-titre UNESCO du fait de la proximité du siège de cette institution spécialisée de l'Organisation des Nations unies. Ce sous-titre ne figure cependant pas sur les plans.
Dans le cadre du programme « Renouveau du métro » de la RATP, les couloirs de la station ainsi que l'éclairage des quais sont rénovés le 4 janvier 2006.
Durant les Jeux olympiques et paralympiques d'été de 2024, une signalétique spécifique sur fond rose est mise en place par-dessus le nom de la station sur les quais, comme dans une centaine de gares et stations d'Île-de-France, en l'occurrence afin de souligner la relative proximité avec le Grand Palais éphémère (dit Arena Champ-de-Mars) qui doit accueillir les épreuves de lutte et de judo. L'accès à ce site olympique est également mentionné à la station La Motte-Picquet - Grenelle (lignes 6, 8 et 10).

### Fréquentation
Selon les estimations de la RATP, la station a vu entrer 1 662 452 voyageurs en 2019, ce qui la place à la 269e position des stations de métro pour sa fréquentation sur 302,. En 2020, avec la crise du Covid-19, son trafic annuel tombe à 804 110 voyageurs, la classant alors au 267e rang sur 304,, avant de remonter progressivement en 2021 avec 1 100 151 entrants comptabilisés, la reléguant cependant à la 277e position des stations du réseau pour sa fréquentation cette année-là.

## Services aux voyageurs

### Accès
La station dispose de deux accès agrémentés d'une balustrade en fer forgé de style Dervaux, établis de part et d'autre de l'avenue de Suffren, au sud-est de l'intersection avec la rue Pérignon :
- l'accès  no 1 « Avenue de Suffren, UNESCO - Fontenoy » débouchant au droit du no 156 bis de l'avenue précitée ;
- l'accès  no 2 « Boulevard Garibaldi, UNESCO - Miollis » se trouvant face au no 145 de l'avenue.

La station est parmi les rares du réseau à ne disposer d'aucun mât signalant la présence de ses accès, ces derniers n'étant munis que d'un porte-plan sur leur flanc arrière.

Accès à la station
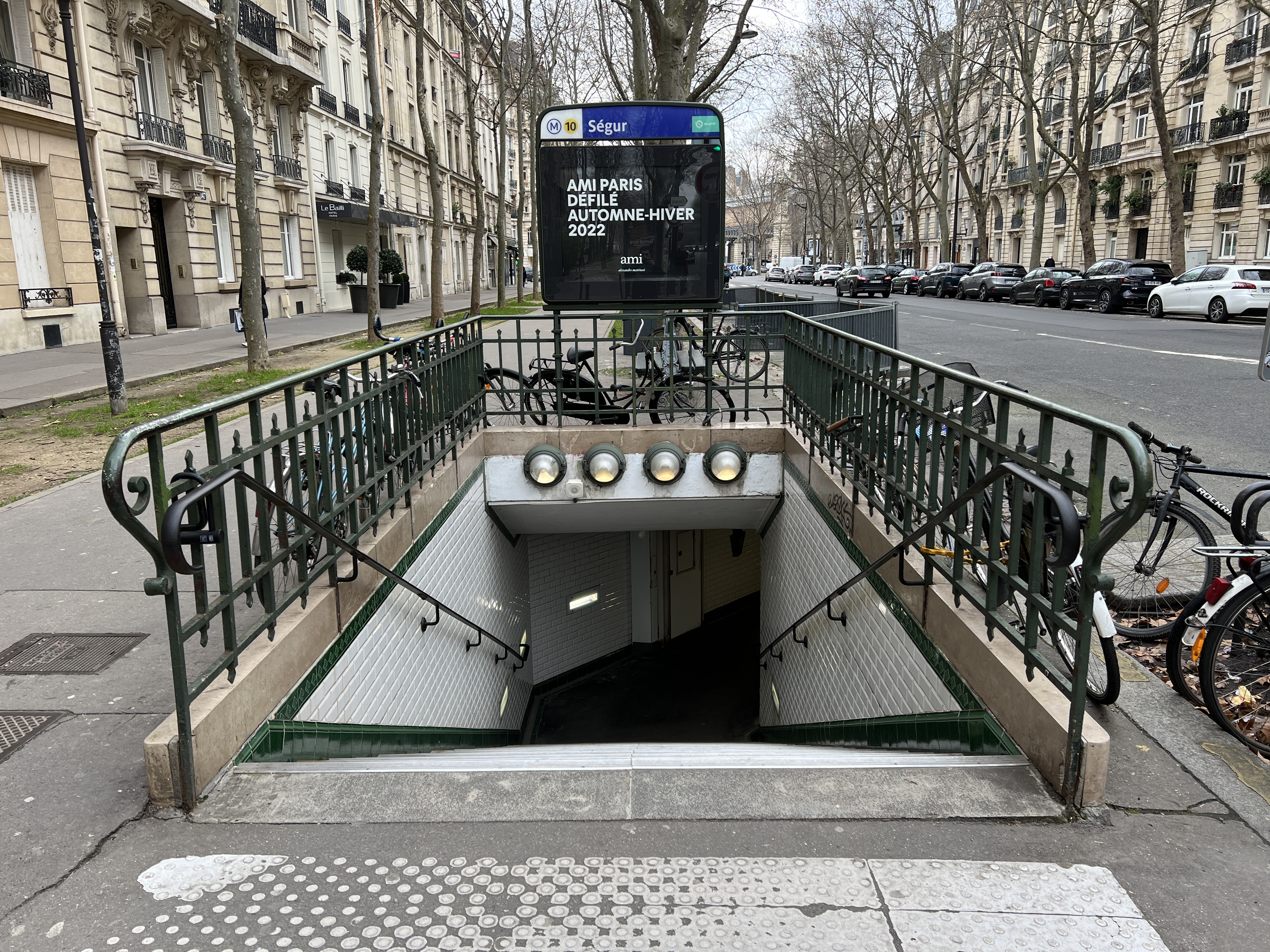
L'accès  no 1, « Avenue de Suffren ».
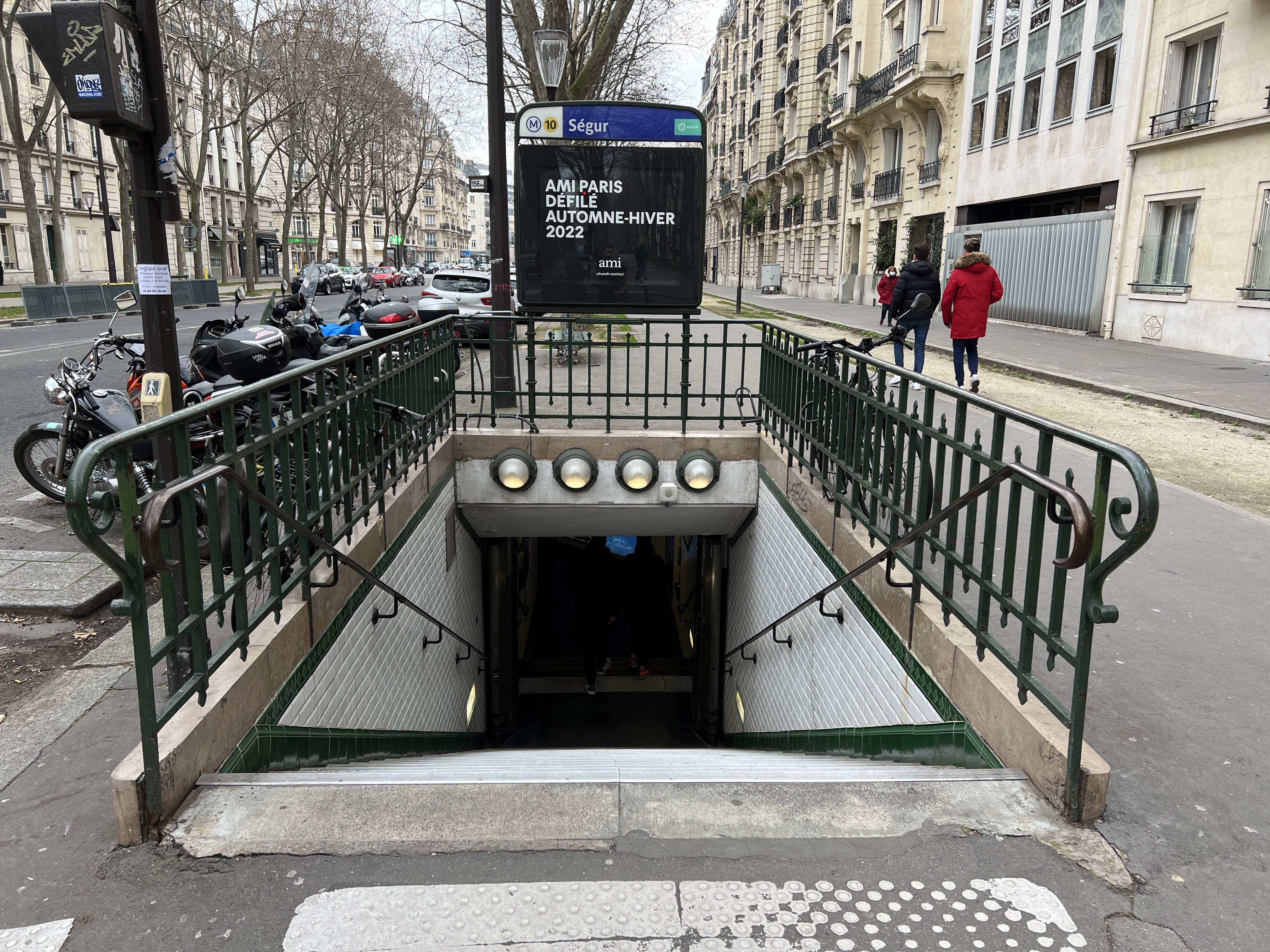
L'accès  no 2, « Boulevard Garibaldi ».

### Quais
Ségur est une station de configuration standard pour le métro de Paris : elle possède deux quais, d'une longueur conventionnelle de 75 mètres, séparés par les voies du métro situées au centre et la voûte est elliptique. La décoration est du style utilisé pour la majorité des stations du métro : les bandeaux d'éclairage sont blancs et arrondis dans le style « Gaudin » du renouveau du métro des années 2000, et les carreaux en céramique blancs biseautés recouvrent les pieds-droits, la voûte ainsi que les tympans. Les cadres publicitaires sont en faïence de couleur miel et le nom de la station est également incorporé dans céramique murale, selon le style décoratif d'entre-deux-guerres de la CMP d'origine, hormis à l'extrémité nord-ouest des quais où il est inscrit en police de caractères Parisine sur des plaques émaillées. Le sous-titre figure quant à lui en-dessous des noms en faïence, en typographie Parisine sur des plaques émaillées aux dimensions réduites. Les sièges sont de style « Motte » de couleur rouge.

Quais de la station
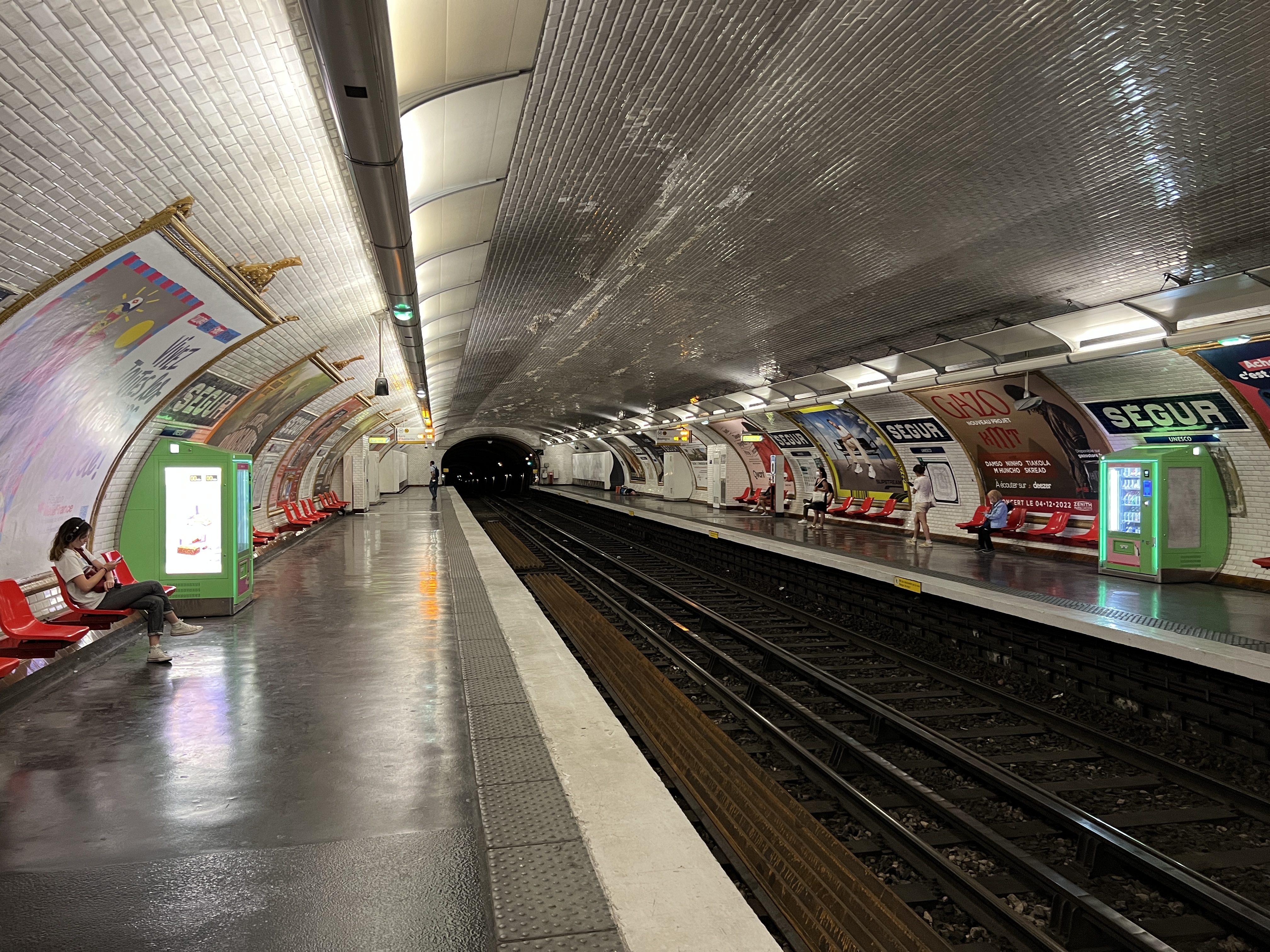
Vue des quais en direction de Boulogne - Pont de Saint-Cloud.
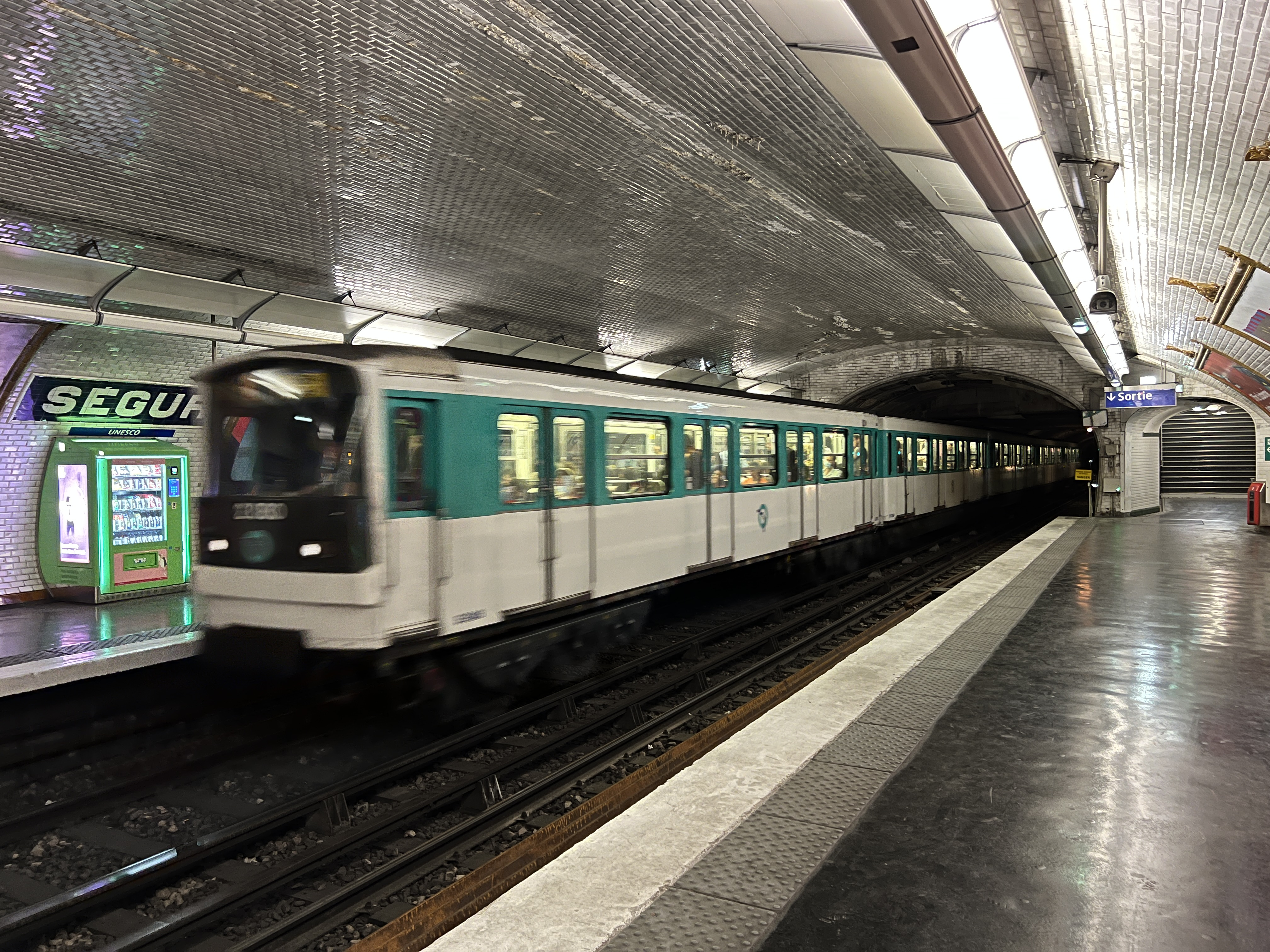
Rame MF 67 entrant en station en direction de Boulogne.
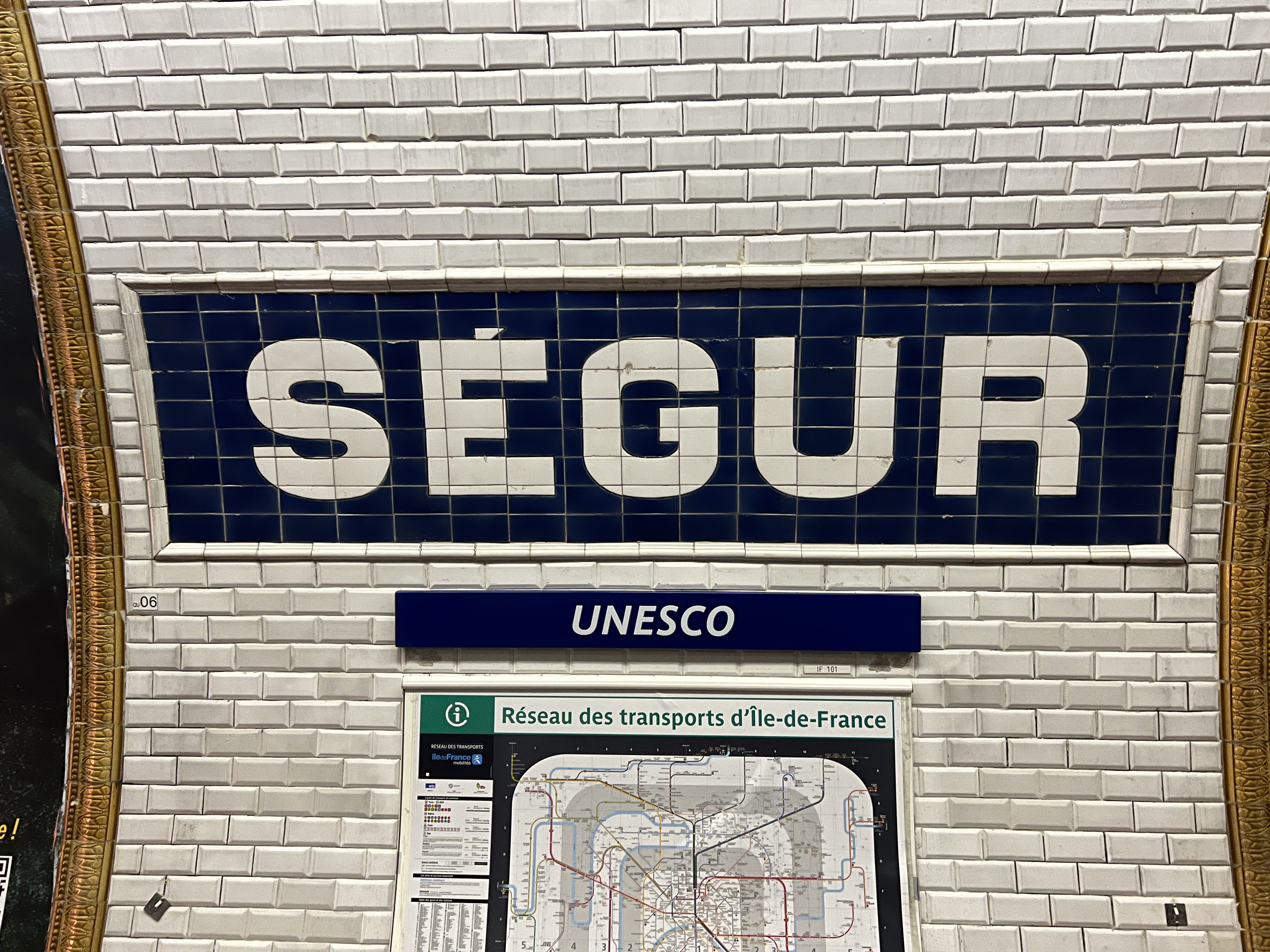
Faïence murale indiquant le nom de la station et plaque émaillée portant son sous-titre.

### Intermodalité
La station ne dispose d'aucune correspondance avec le réseau de bus RATP.

## À proximité
- Siège de l'UNESCO
- Siège de la CNIL
- Fontaine du puits de Grenelle
- Synagogue Chasseloup-Laubat
- Chapelle Notre-Dame-du-Bon-Conseil
- Ambassade d'Ukraine
- Église Sainte-Rita

## Filmographie
Une partie du film 3 Days to Kill, sorti en 2014, est tourné à la sortie de la station Ségur. Cette dernière est également figurée par des prises de vues cinématographiques à la station Porte des Lilas - Cinéma.